# Sindrome di Menkes
La sindrome di Menkes è una malattia genetica degenerativa a ereditarietà eterosomica recessiva che, a causa di un difetto dell'assorbimento e del trasporto del rame nel tratto intestinale, provoca danni neurologici (epilessia con ipsaritmia al tracciato - Sindrome di West), nell'apparato scheletrico e nella muscolatura. I capelli diventano crespi e decolorati, detti "a lana d'acciaio" (Tricoressi nodosa).

## Epidemiologia
La prevalenza è stimata essere compresa tra 1 su 250 000 e 1 su 350 000 nella popolazione generale. Essendo una malattia genetica recessiva correlata al cromosoma X interessa soprattutto il sesso maschile.